# Stenonycteris lanosa
Stenonycteris lanosa is een zoogdier uit de familie van de vleerhonden (Pteropodidae). De wetenschappelijke naam van de soort werd voor het eerst geldig gepubliceerd door Thomas in 1906.

## Voorkomen
De soort komt voor in Congo-Kinshasa, Oeganda, Rwanda, Kenia, Tanzania, Malawi, Ethiopië en Zuid-Soedan.